# Ilex pseudotheezans
Ilex pseudotheezans é um gênero de plantas com flores. Foi descrito pela primeira vez por Ludwig Eduard Loesener. Ilex pseudotheezans pertence ao gênero Ilex, e à família Aquifoliaceae.
Este tipo de planta pode ser encontrado em:
- centro-oeste do Brasil
  - Goiás
  - Mato Grosso do Sul

Não há tipos listados como este.